# Municipalité de Guanacevi
Guanaceví est une des 39 municipalités de l'état de Durango au Mexique. Son chef-lieu est la ville de Guanaceví. Elle se trouve dans la Sierra Madre occidentale.
Son chef-lieu est Guanacevi.

## Étymologie
Le nom de Guanaceví signifie “l'iguane se voit”, dénommé en référence à la silhouette de la colline près de la ville de Guanacevi.

## Économie
Ses majeures ressources sont l'agriculture, l'élevage, l'industrie minière et l'exploitation forestière.

## Localités
Les principales sont :
- Guanaceví
- La Rosilla
- Cienega de la Vaca
- Quelites
- El Zape
- Laguna Seca
- Las Pomas
- Aguacaliente

## Infrastructures
Les infrastructures de la municipalité ne sont pas très développées et sont surtout destinées aux mines. La majeure partie des routes ne sont pas pavées. 

## Climat
La Rosilla est la zone habitée la plus froide du Mexique avec un record à -28,6 °C avec une altitude de 2 800 mètres. Le point le plus froid non habité du Mexique est également situé à Guanaceví et se trouve au sommet de la colline Barajas à 3 200 mètres où ont été enregistrées des températures jusqu'à -32 °C.